# Terellia zerovae
Terellia zerovae är en tvåvingeart som beskrevs av Valery Korneyev 1985. Terellia zerovae ingår i släktet Terellia och familjen borrflugor. Inga underarter finns listade i Catalogue of Life.